# واکیتا نائوکاتا
واکیتا نائوکاتا (金時省, 김시성؛ ۱ ژانویهٔ ۱۵۸۵ – ۱ ژانویهٔ ۱۶۶۰) یک سامورایی در خدمت قلمرو کاگا در اوایل شوگون‌سالاری توکوگاوا بود.